# Ďas mořský

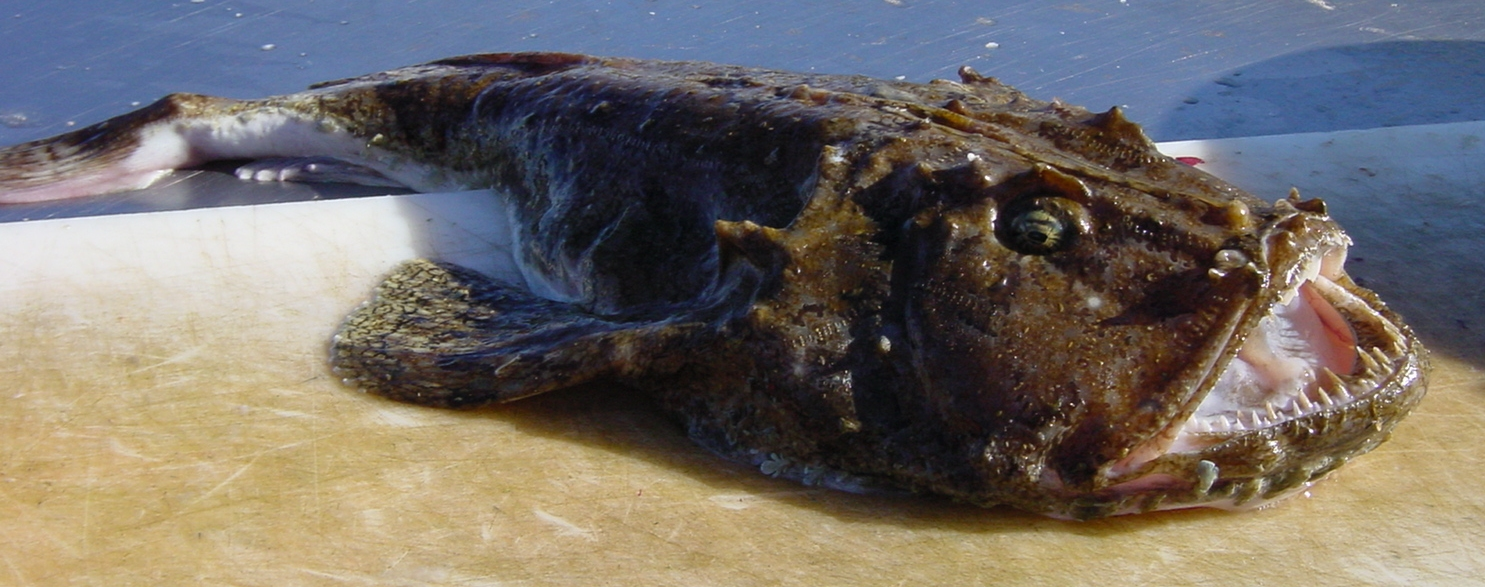
ďas mořský

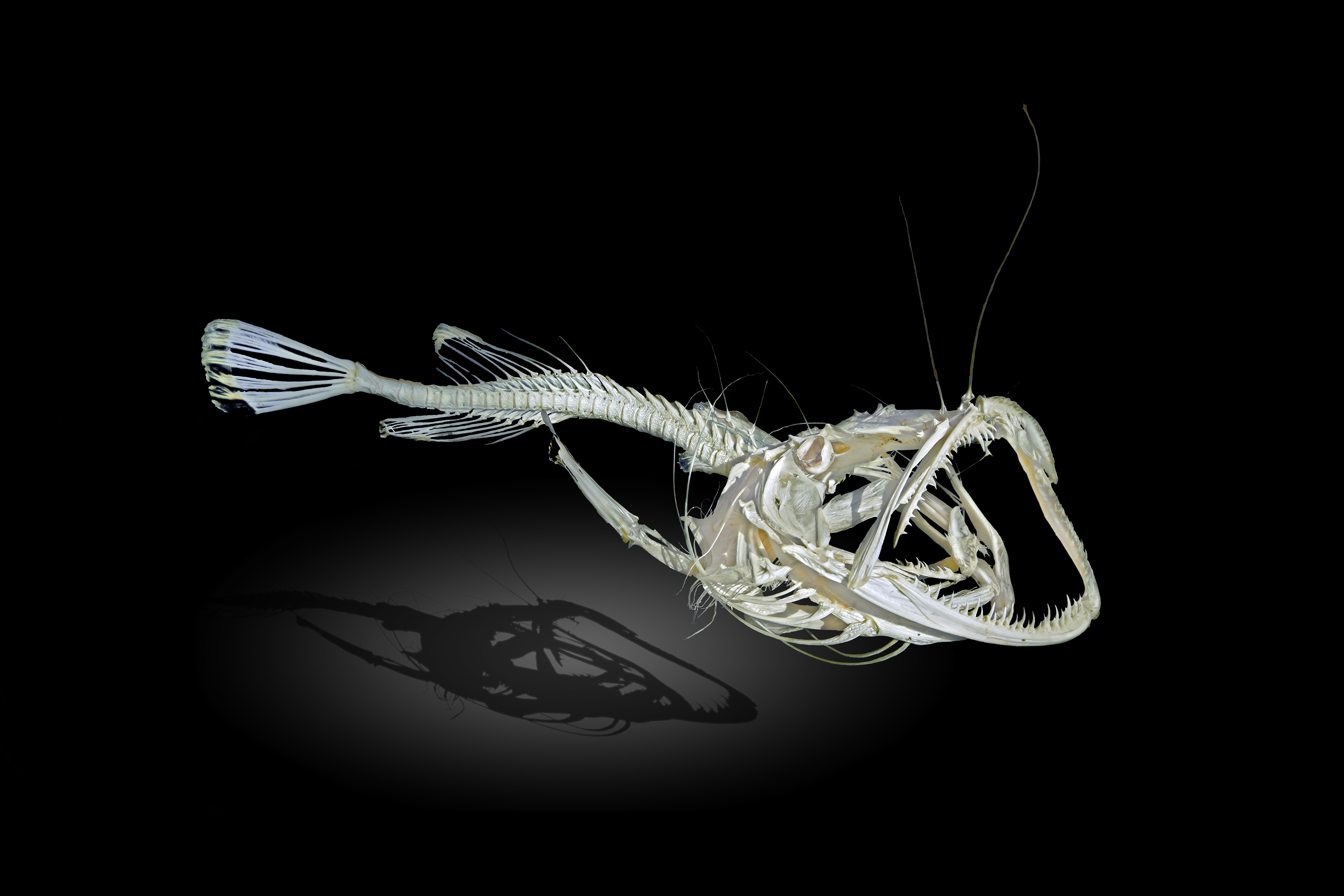
Lophius piscatorius

Ďas mořský (Lophius piscatorius Linnaeus, 1758) je druh hlubinné ryby z čeledi ďasovití, která žije téměř ve všech mořích a oceánech tropického a mírného podnebného pásma.
Jedná se o dravou rybu, která upřednostňuje dna. Pro tato místa má velmi vhodné maskování. Svou kořist vábí pomocí světelného zdroje ke svým ústům. Najdeme ho v hloubkách od 20 do 1000 metrů.

## Popis
Ďas mořský se specializuje na život ve velkých hloubkách při mořském dně. Tato specializace je umožněna poněkud atypickou stavbou těla. Tělo je relativně nízké a široké, což umožňuje lépe splynout s okolním prostředím. Nejširším ale současně i nejnižším místem je ďasova hlava, která obsahuje veliká ústa lemovaná řadou ostrých zahnutých zubů. Směrem k ocasu se tělo zeštíhluje.
Ďasova hlava zabírá přibližně jednu třetinu velikosti a dvě třetiny hmotnosti jeho těla, což mu dává atypický vzhled. Dolní čelist je značně vystouplá a přesahuje přes horní část. Oči mořského ďasa jsou velmi malé, což je důsledek vývoje druhu ve velkých hloubkách, kde je nedostatek světla, a jsou umístěny na horní straně hlavy. Na hřbetě se nacházejí dvě hřbetní ploutve. První tři paprsky hřbetní ploutve jsou modifikovány v dlouhé útvary, připomínající tykadla. Na prvním se nachází zvláštní světélkující útvar, který slouží jako návnada při lovu. Prsní ploutve jsou široké, ale břišní jsou oproti tomu jen velmi malé a jsou umístěny na straně hlavy. Řitní ploutev je posunuta na levou stranu těla a je vyztužena 9–11 měkkými paprsky. Postranní čára je zcela vyvinutá.
Zbarvení ďasů je proměnlivé a závisí na barvě okolního prostředí, ve kterém se ryba nachází. Obvyklé zbarvení je hnědé, červené nebo zelenošedé s nepravidelně rozmístěnými skvrnami. Břicho je převážně bílé. Jeho povrch je tvořen měkkou kůží, která je podobně jako u jiných hlubokomořských druhů bez šupin. Na povrchu těla se nachází značné množství drobných masitých výčnělků, které imitují nepravidelný povrch dna s pokryvem řas.
Samice může dorůstat až délky dvou metrů, obvykle se však délka jedince pohybuje v rozmezí 20–100 cm s hmotností okolo 40 kg. Maximální zdokumentovaná váha ďasa byla 57,7 kg, nejstarší jedinec měl 24 let.

## Rozšíření

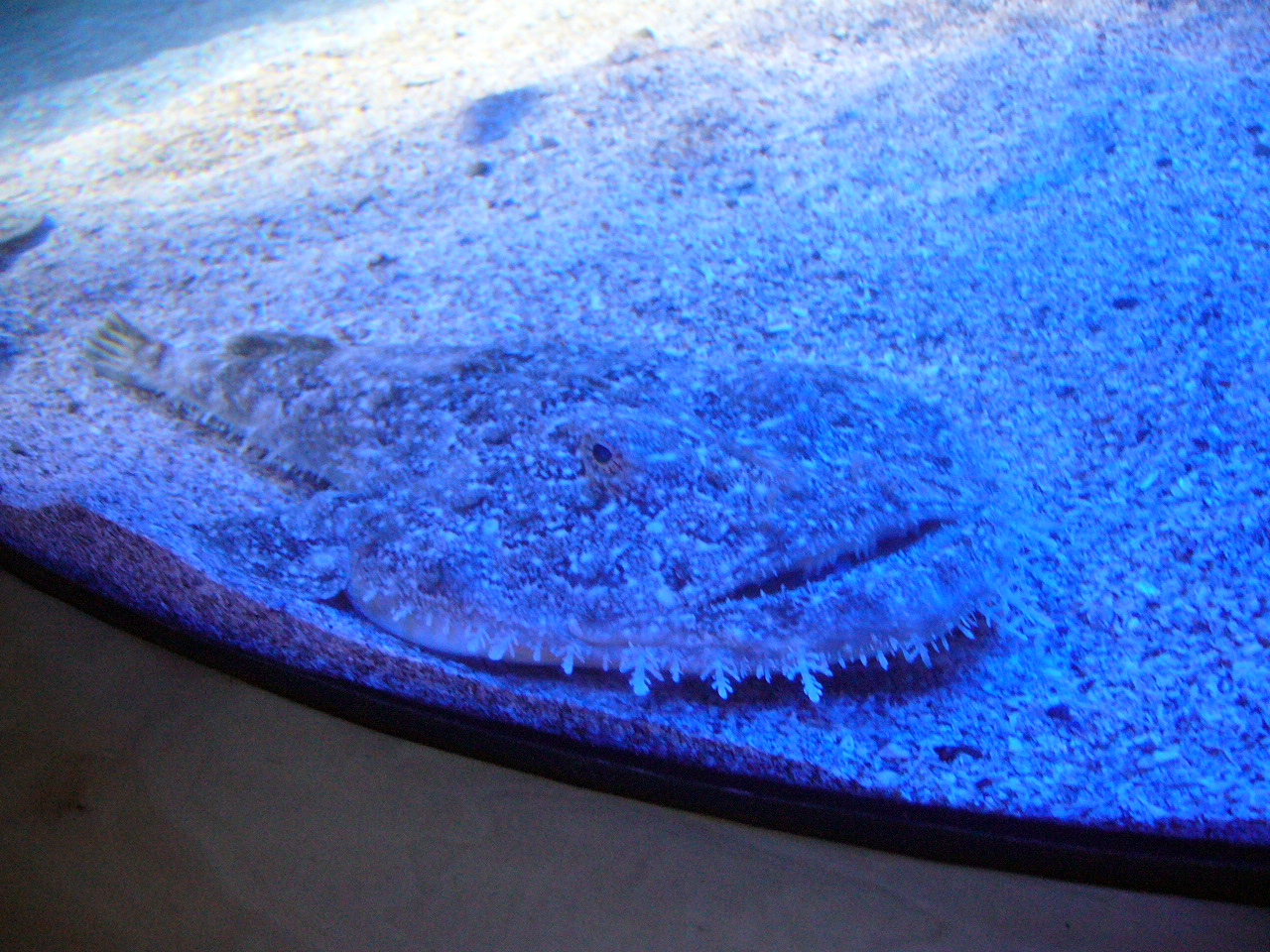
Ďas mořský v akváriu

Ďas mořský žije v rozsáhlém území. V severním Atlantiku se vyskytuje od Barentsova moře, přes Středozemní moře až po Černé moře, či od Norska až po Senegal. Nejčastěji obývá hloubky mezi 20 až 1000 metrů.

## Potrava
Díky svému svítícímu výběžku na přední části hřbetní ploutve nemusí ďas mořský být rychlým lovcem. Jeho kořist je nalákána na zdroj světla a sama se dostává do blízkosti jeho úst. Ďas mořský zpravidla leží na dně mezi řasami, čímž se stává pro kořist neviditelným. Kořistí se nejčastěji stávají menší rybky, po kterých ďas rychle vystartuje, pakliže se nachází dostatečně blízko. Mimo drobných rybek požírá i korýše a hlavonožce (kteří tvoří nejspíše jen doplněk stravy).
Jedná se o velmi dravou rybu, která často i při ulovení v síti požírá drobné menší rybičky.

## Rozmnožování

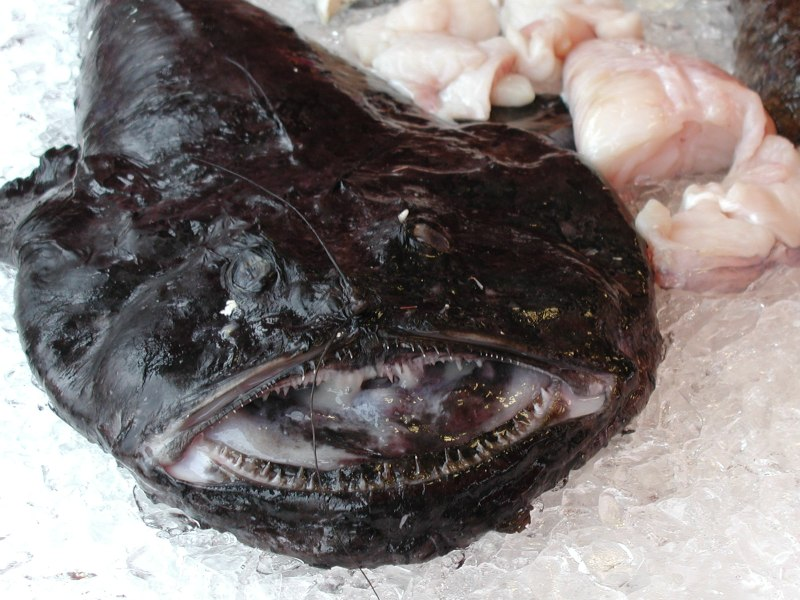
Ulovený mořský ďas

Rozmnožování probíhá v hloubce okolo 180 metrů v období od února do července. Jikry jsou kladeny ve slizovitém obalu v podobě dlouhých rosolovitých pásů, které dosahují délky 8 až 9 metrů a šířky 60 až 90 centimetrů. Mladé rybky žijí pelagicky. K životu u dna přechází ve věku okolo 120 dní, kdy dosahují délky přibližně 5–6 centimetrů. Jelikož se vše odehrává v naprosté tmě, tak se sameček, který doposud žil sám, zakousne do samiččina těla, do kterého postupem času zaroste a propojí si se samičkou trávicí trakt. Činí tak z obavy, že ve tmě už nemusí jinou samičku potkat. Samice může mít takto „přisátých“ až 5 samečků. 

## Hospodářský význam
Ďas mořský je hojně loven pro gastronomické účely, kdy se podává jako specialita, čemuž odpovídá i jeho vysoká pořizovací cena. Při přípravě se odstraní hlava, ze které se využívá jen minimum, a to v podobě líček. Maso z těla je bez kostí, které by znepříjemňovaly konzumaci. Charakteristická je jeho bílá barva a značná soudružnost masa. Podávat se může jak vařený, tak i grillovaný či dušený.
Výlov se obvykle pohybuje v rozmezí 800 tun ďasa za rok s maximem mezi roky 1985 až 1988, kdy bylo ročně vyloveno přes 1400 tun. V roce 2000 bylo oproti tomu uloveno pouze přes 200 tun ďasa mořského. Od této doby postupně dochází k nárůstu jeho lovu a v roce 2005 již dosahoval přes 800 tun ročně. Minimální povolená velikost odchytu je stanovena mezinárodní dohodou na 30 cm. Předpokládá se, že se vyskytuje v hojnosti 3 až 18 kg/km2. V současnosti se jedná o hojně rozšířený druh, který není ohrožen.